# Schinkelhaven
Schinkelhaven was een uitspanning aan de Amstelveenseweg in Amsterdam, ter hoogte van de westuitgang van het Vondelpark. Schinkelhaven begon als een theetuin buiten de stad en functioneerde vervolgens als kinderspeeltuin, café, hotel en feestzaal. Uiteindelijk werd het pand in 1954 onder protest van buurtbewoners gesloopt.

## Geschiedenis
Aan het eind van de negentiende eeuw was het gebied van de Amstelveenseweg aan de westkant van het Vondelpark (de latere Schinkelbuurt) nog nauwelijks bebouwd. De plek werd zelfs aangeprezen als een plek “om stil te leven”. Desalniettemin was er een aantal markante, speels vormgegeven gebouwen op deze plek, zoals het kort na de oorlog afgebroken Broeker Huis uit 1881, het in 1998 gesloopte Boomschorshuisje uit 1886 en de paardentramremise van Abraham Salm (tegenwoordig OCCII) uit 1884.
Al langere tijd stond op deze plek een uitspanning toen uitbater H. Eijspaart het in 1888 liet verbouwen tot een bijzonder pand in chaletstijl. Er was een speeltuin die erg populair was onder kinderen met schommels, een draaimolen en een doolhof. Er werden concerten in de open lucht gegeven, men kon er zalen huren voor bruiloften en boogschuttersverenigingen hielden wedstrijden in de tuin.
Het was in die tijd gewoonte van veel gezinnen om op zon- en feestdagen een wandeling te maken door het Vondelpark of een ritje te maken met de paardentram over de (nog ongedempte) Overtoom, om uiteindelijk bij theetuin Schinkelhaven wat te nuttigen.
Met het oprukken van de stad verloor Schinkelhaven langzamerhand het landelijk karakter en daarmee ook een belangrijk deel van zijn charme. Het aantal tuinconcerten nam af en de tuin werd verwaarloosd.
Op 7 mei 1945 vond er voor de deur een schietpartij plaats tussen de Binnenlandse Strijdkrachten en enkele Duitse militairen. Deze situatie (met Schinkelhaven op de achtergrond) werd vastgelegd door fotograaf en verzetsstrijder Charles Breijer. Op 25 mei 1946 werd daarop het Oorlogsmonument Amstelveenseweg onthuld in het tegenoverliggend hek van het Vondelpark.

## Protest en sloop
In 1939 vatte de gemeente het plan op om Schinkelhaven te slopen en te vervangen door 36 nieuw te bouwen woningen. Grond en gebouw waren toen eigendom van de gemeente. Door de oorlog werd uitvoering van de plannen uitgesteld.
Na de oorlog maakte Schinkelhaven een sterk vervallen indruk en begin jaren vijftig werden de sloopplannen opnieuw concreet. Vanuit de buurt werd geprotesteerd en aangedrongen op renovatie van het pand. Omdat Schinkelhaven handig was gelegen op de grens tussen Amsterdam-West en Amsterdam-Zuid en beschikte over een zaal voor 300 personen, werd het veel gebruikt door buurtverenigingen, voetbalclubs, zangkoren en toneelclubs. Het protest mocht echter niet baten en in 1954 werd het pand gesloopt. De inventaris werd middels een veiling verkocht. De kwestie werd door onder meer zestig verenigingen en de Gemeente Amsterdam uitgevochten tot aan de Hoge Raad der Nederlanden aan toe.
Op de plaats van Schinkelhaven werd in 1955 inderdaad het woonblok Amstelveenseweg 105-120 gebouwd dat later als gemeentelijk monument werd bestempeld.

### Gevelsteen

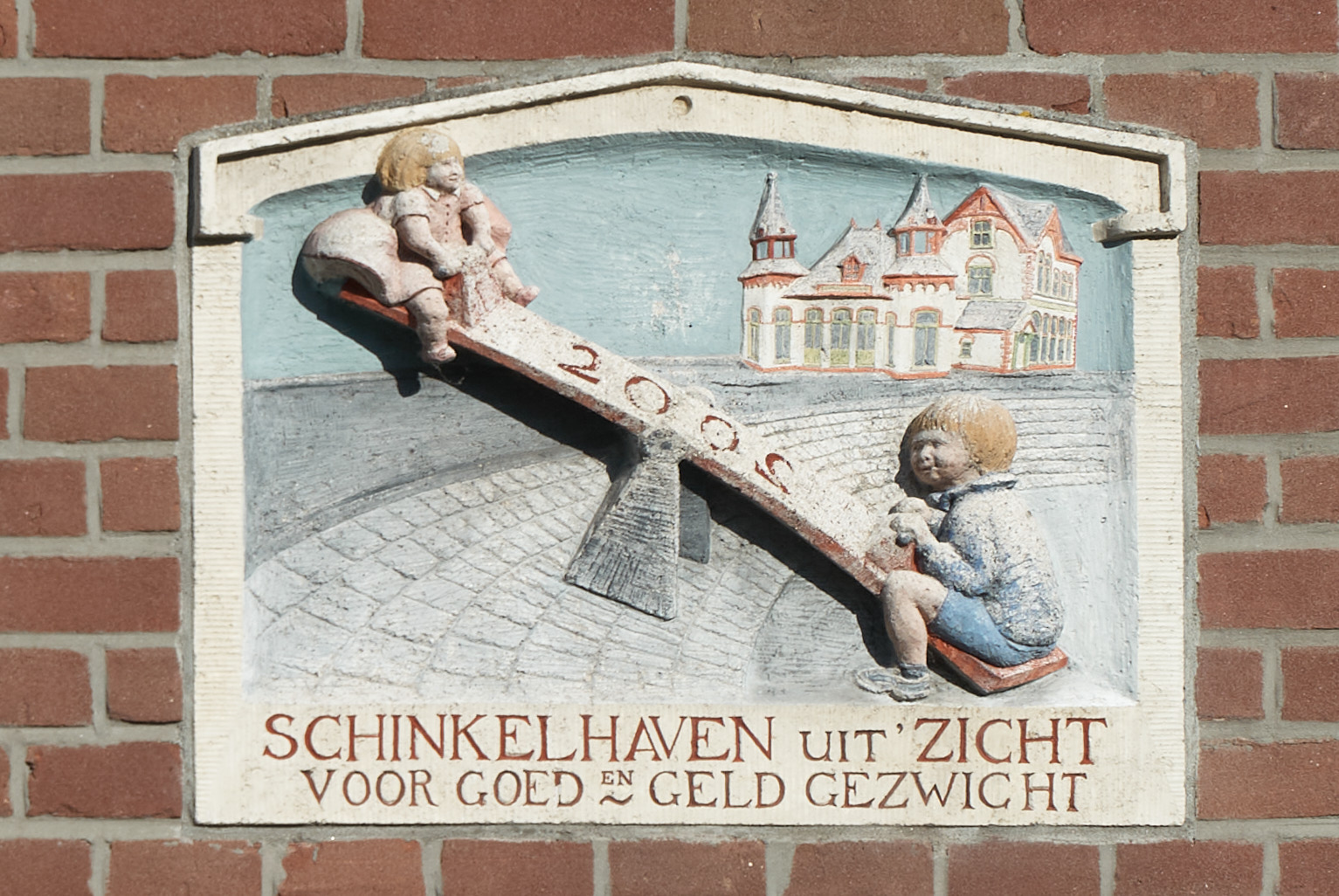
Gevelsteen op Sloterkade 61

Op zaterdag 28 juni 2003 werd in de gevel van het pand aan de Sloterkade 61, aan de overzijde van de Schinkel, een gevelsteen onthuld waarmee het protest tegen de sloop van Schinkelhaven een permanente plek kreeg. De gevelsteen stelt twee kinderen op een wip voor, met op de achtergrond de uitspanning Schinkelhaven aan de Overtoom. De tekst op de steen luidt "Schinkelhaven uit'zicht / Voor goed en geld gezwicht". De verbeelde kinderen zijn Skip en Kiki Slingerland, zoon en dochter van de heer en mevrouw Slingerland-Van Zoelen, eigenaren en bewoners van het hoekhuis en initiatiefnemers van de gevelsteen. De steen werd gemaakt door beeldhouwer Tobias Snoep, verantwoordelijk voor meerdere nieuwe gevelstenen in Amsterdam. De gevelsteen vermeldt het jaar 2002 in symmetrie.

## Huidige situatie
Naast de genoemde 36 woningen werd in de jaren vijftig op de vrijgekomen plek ook een pand gerealiseerd voor de afdeling Jeugdhygiëne van Gemeentelijke Geneeskundige- en Gezondheidsdienst, later het Ouder Kind Centrum. Dit gebouw werd in 2014 afgebroken en (ondanks weerstand vanuit de buurt) vervangen door een veel hoger appartementengebouw met horeca op straatniveau.